# Bad Girls (album)
Pour les articles homonymes, voir Bad Girls.
Albums de Donna Summer
Live and More
(1978) The Wanderer
(1980)
Singles
1. Hot Stuff
Sortie : 13 avril 1979
2. Bad Girls
Sortie : 23 juin 1979
3. Dim All the Lights
Sortie : août 1979
4. Sunset People
Sortie : 11 juillet 1980
5. Our Love
Sortie : 22 août 1980
6. Walk Away
Sortie : 1er septembre 1980

Bad Girls est le septième album studio de la chanteuse américaine Donna Summer, et son troisième double album consécutif (suivant la parution de [[Once Upon a Time (album de Donna Summer)|Once Upon a Time]] en 1977 et Live and More en 1978). Bad Girls paraît le 25 avril 1979 sur le label Casablanca Records. Bad Girls demeure le plus grand succès discographique de Donna Summer. L'album reste six semaines en tête du Billboard 200 en 1979 : durant une semaine dès le 16 juin, puis pendant cinq semaines consécutives, du 7 juillet au 4 août. Il inclut les numéros un Hot Stuff et Bad Girls, ainsi que Dim All the Lights, avec comme meilleur classement deuxième du chart.
Durant la semaine du 16 juin 1979, Summer connaît (pour la seconde fois) le classement d'un simple, Hot Stuff, et d'un album, Bad Girls, simultanément en tête des classements respectifs du magazine Billboard. Elle accomplit cette performance une nouvelle et troisième fois durant la semaine du 14 août lorsque le deuxième simple Bad Girls occupe la première place dans le Billboard Hot 100 durant cinq semaines et l'album Bad Girls celle du Billboard 200. Le simple et l'album demeurent ensemble en tête des deux classements durant quatre semaines. 
Summer devint également la première chanteuse à classer deux chansons dans le top 3 du Billboard Hot 100, la semaine du 30 juin 1979 : Hot Stuff se classe alors en deuxième position et Bad Girls atteint la troisième place. Les deux chansons restent dans le top 3 durant quatre semaines. Le 21 juillet, la chanson Bad Girls occupe la première place dans le classement Billboard R&B des meilleures ventes de simples. Summer figure alors en tête des trois meilleurs classements de ventes de disques. L'album Bad Girls atteint la meilleure place du classement des albums R&B durant trois semaines, du 23 juin au 7 juillet 1979. 
Dim All the Lights, dont les paroles et la musique sont signées par Summer, parait en troisième simple et connaît également un énorme succès, atteignant la deuxième place des meilleures ventes en novembre 1979. 

## Réception
L'album se vend à un million d'exemplaires en 1979 aux États-Unis puis, en atteignant les deux millions de disques écoulés, est certifié double album de platine en 1993. Il s'est vendu à plus de quatre millions d'exemplaires dans le monde.
Bad Girls est classé à la vingt-troisième place parmi les cinquante plus grands albums de tous les temps par Rolling Stone Magazine dans la catégorie « women who rock ».

## Liste des titres
Toutes les chansons sont produites par Giorgio Moroder et Pete Bellotte excepté My Baby Understands par Donna Summer et Juergen Koppers.
| 1. | Hot Stuff                 | 5:14 |
| 2. | Bad Girls                 | 4:55 |
| 3. | Love Will Always Find You | 3:59 |
| 4. | Walk Away                 | 4:27 |

| 5. | Dim All the Lights                  | 4:40 |
| 6. | Journey to the Center of Your Heart | 4:36 |
| 7. | One Night in a Lifetime             | 4:12 |
| 8. | Can't Get to Sleep At Night         | 4:45 |

| 9.  | On My Honor                | 3:34 |
| 10. | There Will Always Be a You | 5:07 |
| 11. | All Through the Night      | 6:01 |
| 12. | My Baby Understands        | 4:03 |

| 13. | Our Love      | 4:51 |
| 14. | Lucky         | 4:37 |
| 15. | Sunset People | 6:27 |

## Crédits

### Musiciens
- Donna Summer – chant, chœurs, composition, production
- Giorgio Moroder – guitare basse, synthétiseur, guitare, composition, production
- Pete Bellotte – guitare basse, composition, production
- Harold Faltermeyer – guitare basse, composition, batterie, claviers, synclavier
- Bruce Sudano – synthétiseur, composition
- Joe Esposito – chœurs, composition
- Keith Forsey – chœurs, batterie, percussion, composition
- Jeff Baxter – guitar (solo sur Hot Stuff)
- Bob Conti – percussion, composition
- Edward "Eddie" Hokenson – composition
- Pamela Quinlan – chœurs
- Jai Winding – piano
- Jay Graydon, Paul Jackson Jr. – guitare
- Al Perkins – steel guitar
- Sid Sharp – cordes
- Scott Edwards, Bob Glaub – guitare basse
- Gary Grant, Jerry Hey, Steve Madaio – trompette
- Gary Herbig – saxophone
- Dick Hyde, Bill Reichenbach Jr. – trombone
- Stephanie Straill, Julia, Maxine Willard – chœurs

### Production
- Producteurs : Giorgio Moroder, Pete Bellotte
- Arrangements : Harold Faltermeyer
- Ingénieurs du son : Jürgen Koppers, Steven D. Smith
- Ingénieur du son adjoint : Carolyn Tapp
- Mixage : Jürgen Koppers
- Ingénieur de masterisation originel : Brian Gardner au Allen Zentz Mastering, Hollywood
  - enregistré et mixé aux studios Rusk Sound, Hollywood ; janvier – mars 1979
- Manager de production : Budd Tunick
- Direction artistique : Jeffrey Kent Ayeroff
- Conception : Jeffrey Kent Ayeroff, Jeri McManus
- Photographie : Harry Langdon Jr.

## Classements et certifications
| Classement (1979–80)                 | Meilleure position |
| ------------------------------------ | ------------------ |
| Allemagne de l'Ouest (Media Control) | 7                  |
| Australie (Kent Music Report)        | 6                  |
| Autriche (Ö3 Austria Top 40)         | 8                  |
| Canada (Canadian Albums)             | 1                  |
| Espagne (AFYVE)                      | 6                  |
| États-Unis (Billboard 200)           | 1                  |
| États-Unis (Top Black Albums)        | 1                  |
| Finlande (Suomen virallinen lista)   | 1                  |
| Italie (Musica e dischi)             | 3                  |
| Japon (Oricon)                       | 9                  |
| Norvège (VG-lista)                   | 3                  |
| Nouvelle-Zélande (RIANZ)             | 3                  |
| Royaume-Uni (UK Albums Chart)        | 23                 |
| Pays-Bas (Mega Album Top 100)        | 24                 |
| Suède (Sverigetopplistan)            | 3                  |

| Classement (1979)                         | Position |
| ----------------------------------------- | -------- |
| Allemagne de l'Ouest (Offizielle Top 100) | 26       |
| Australie (Kent Music Report)             | 21       |
| Canada (Top Albums)                       | 9        |
| États-Unis (Billboard 200)                | 8        |
| États-Unis (Top Black Albums)             | 7        |
| Nouvelle-Zélande (RMNZ)                   | 30       |
| Pays-Bas (Nationale Hitparade)            | 77       |

### Certifications
| Pays                                  | Certification | Unités certifiées |
| ------------------------------------- | ------------- | ----------------- |
| Canada (Music Canada)                 | 2 × Platine   | 200 000^          |
| États-Unis (RIAA)                     | 2 × Platine   | 2 000 000^        |
| Grèce (IFPI)                          | Or            | 50 000^           |
| Nouvelle-Zélande (RMNZ)               | Or            | 7 500^            |
| Royaume-Uni (BPI)                     | Or            | 100 000^          |
| ^Mise en rayon selon la certification |               |                   |